# Sphaerocera curvipes
Sphaerocera curvipes är en tvåvingeart som beskrevs av Pierre André Latreille 1805. Sphaerocera curvipes ingår i släktet Sphaerocera och familjen hoppflugor. Arten är reproducerande i Sverige. Inga underarter finns listade i Catalogue of Life.